# Aversa
Aversa es una ciudad y comuna de la provincia de Caserta, en Campania. Tiene una población estimada, a fines de agosto de 2021, de 51 064 habitantes.
Situada a 16 km de Caserta y a 15 km de Nápoles, había formado parte antaño, bajo el fascismo, de la provincia de Nápoles. La ciudad es sede de la diócesis de Aversa. Se encuentra a pie de la histórica línea de ferrocarril Roma-Nápoles por Formia, cuyos primeros tramos fueron inaugurados en julio de 1922, readaptando un trazado de 1892 de la línea Sparanise-Formia-Gaeta.
Por otro lado, se halla a 18 km de la costa del mar Mediterráneo, teniendo la peculiaridad histórica de que fue el lugar del primer establecimiento de los normandos en Italia, abriendo paso de este modo al proceso histórico de la conquista normanda de Italia Meridional a lo largo del siglo XI.
La ciudad de Aversa destaca además porque, en 1876, fue el primer lugar de Italia en que se creó una sección psiquiátrica en su penal; posteriormente, tras 1931 se convirtió en un hospital psiquiátrico penitenciario.

## Geografía
Aversa se encuentra situada a 18 km de las orillas del Mediterráneo, más concretamente del mar Tirreno, muy cerca de la ciudad de Nápoles, de la que la separan 15 km, y también de Caserta, la capital de la provincia a la que pertenece, la provincia de Caserta, de la que únicamente dista 16 km.
Se encuentra emplazada en una fértil llanura costera al norte de Nápoles, por lo que sirve como mercado de productos agrícolas a dicha ciudad. La llanura sobre la que se asienta ya era conocida en época de la Roma antigua como la Campania Felix.

## Historia

### Prehistoria
Aunque algunos yacimientos arqueológicos excavados en las cercanías de Aversa han revelado la presencia humana en la zona desde el período neolítico, los primeros pobladores conocidos de la zona fueron los liburnios, gentes afines a los cimerios, cuyo territorio quedaba delimitado al sur por Nápoles, al oeste por el mar Tirreno y al norte por el río Clanio. No obstante, algunos hablan de que la fundación de la ciudad se produjo con los etruscos.
En cualquier caso, en razón del paludismo endémico que azotaba la región, la primitiva ciudad quedó abandonada.

### Baja Edad Media
Tan solo subsistió en el lugar una pequeña fortificación militar, un castellum, vinculado a una capilla en memoria del presunto paso por la actual Aversa del apóstol San Pablo el año 61 a. C., por la vía romana que discurría hacia Roma.

### Condado de Aversa

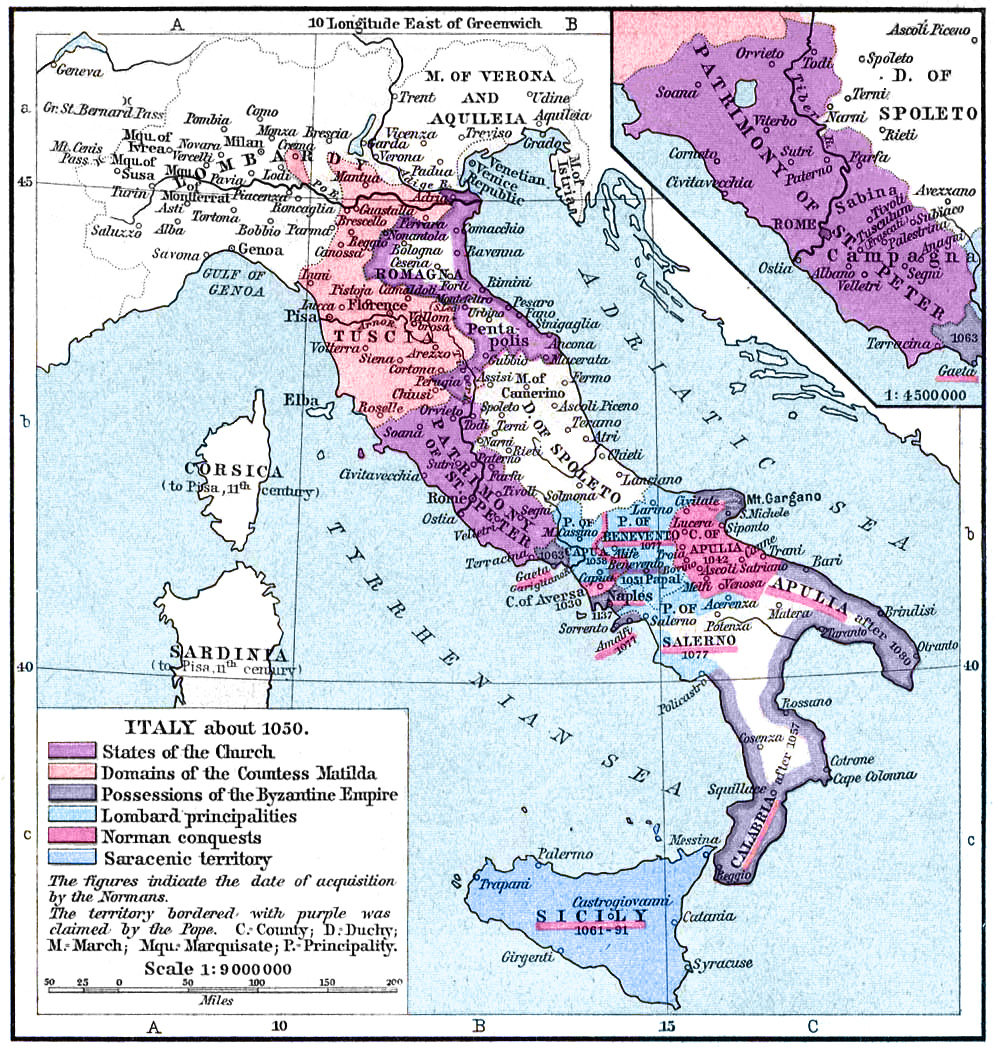
Mapa de Italia en 1050, donde se aprecia el Contado de Aversa al norte de Nápoles.

La ciudad de Aversa, a pesar de ser una pequeña aldea en sus inicios, se convirtió rápidamente en la sede del nuevo condado de Aversa. Sin embargo, a pesar del prometedor principio de su historia, pronto inició una época de escasos hechos relevantes desde el punto de vista histórico general.
La ciudad de Aversa fue oficialmente fundada en el año 1030 por Ranulfo Drengot, también conocido como Ranulfo I de Aversa, hijo de un noble normando originario seguramente de Carreaux, en la Baja Normandía, llegado como mercenario a la región. Rainulfo se convirtió en el primer conde de Aversa, infeudado inicialmente respecto de Sergio IV, duque de Nápoles, y posteriormente respecto de Enrique II, emperador del Sacro Imperio Romano Germánico. Rainulfo consolidó su propia posición mediante su matrimonio con la hermana de Sergio IV, añadiendo a sus dominios el condado de Capua, al que trasladó la sede condal.
Gracias a la política desarrollada por los condes de Aversa, en especial respecto del asilo otorgado a los normandos, la localidad pasó de ser poco más que una minúscula aldea hasta alcanzar el estadio de pequeña ciudad, utilizada como palanca por los normandos para, a lo largo de los siglos XI y XII, culminar toda la conquista de la Italia Meridional. Fue de hecho el dominio normando, que aglutinó las aldeas dispersas en un recinto amurallado, el que sentó las bases para la expansión urbana de la ciudad, a la que dotaron de nuevas fortificaciones en torno del palacio-fortaleza y de la primitiva capilla de San Pablo.
Tras la muerte de Rainulfo en el 1045, los condes sucesivos fueron Raúl, Trincanotte y Dragone, siendo sucedidos a su vez en el 1048 por Ricardo, quien ejerció el condado durante 30 años.
El más destacado de los condes de Aversa fue este último, el quinto conde, Ricardo I de Aversa (también conocido como Ricardo Drengot), que fue capaz de tener a raya al propio Roberto Guiscardo, jefe de los normandos establecidos en Italia. Fue el propio conde de Aversa quien condujo a normandos y beneventinos a la victoria contra las tropas de la coalición antinormanda organizada por el papa en la batalla de Civitate el 18 de junio de 1053, a pesar de que oficialmente el mando de las tropas normandas en la batalla le correspondía a Hunifredo de Altavilla. Ricardo I de Aversa decidió la suerte de la batalla al hacer prisionero al papa León IX en el curso de la misma. Sin embargo, el conde prefirió no tratar al pontífice como prisionero, sino optó por escoltarle hasta Roma con todos los honores y dejarle allí en libertad. Ese gesto le comportó como beneficio la reconciliación con la Iglesia católica, el levantamiento de la excomunión dictada anteriormente contra él y la elevación de Aversa ese mismo año a la categoría de diócesis, con el nombramiento de un obispo al frente de la nueva diócesis de Aversa, que quedaba sujeta directamente a la Santa Sede, lo que reforzó su posición. Además, consolidó su propio poder en Aversa al verse infeudado en la posesión de la misma por el papa. En el 1078 cambió de alianzas, con lo que se atrajo la excomunión dictada por el papa.
Por otro lado, Aversa contó desde los primeros momentos con presencia de una colonia de personas de origen judío, como sucedía en varios otros lugares de la zona y de la cercana Sicilia.
El sexto conde, Ricardo II el Calvo, hijo de Ricardo I, que asumió el condado el año 1090, se enfrentó a una sublevación de los habitantes de Capua en el 1091, no recuperando dicha ciudad hasta el 1098. Durante este período trasladó la capital de sus dominios a Aversa.
El año 1132, Rogelio II de Sicilia, que se sintió traicionado por los condes de Aversa, atacó la ciudad, a la que incendió; aunque arrepentido por los daños causados colaboró en su reconstrucción. En el 1156 se confiscó el condado de Aversa, que pasó a manos de la dinastía de los Altavilla en tanto que reyes de Sicilia.
Durante las luchas entre Guillermo el Malo, Guillermo el Bueno y Tancredo, Aversa tomó partido por los dos Guillermos, enemigos de Tancredo, a diferencia de Nápoles, con la que se había iniciado ya una intensa rivalidad. Por ello Aversa transfirió su fidelidad a Constanza y a los Hohenstaufen: su esposo Enrique VI, su hijo Federico, su nieto Conrado y su bisnieto Conradino

### Los angevinos

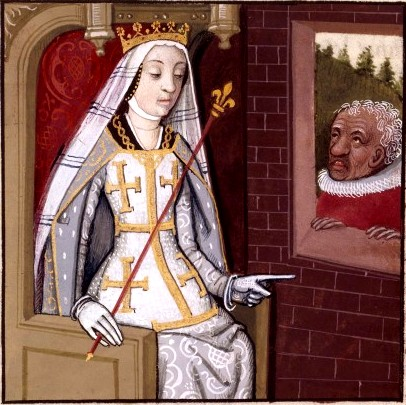
Juana I de Nápoles.

Tras el final de la dinastía normanda y de su sucesora, la dinastía de los Hohenstaufen, se impusieron los angevinos en el siglo XIII, que al considerar a la ciudad como su enemiga mantuvieron la ciudad como un mero lugar de esparcimiento, destinado a la caza, hospedándose en un castillo real, del que subsisten algunos restos en el actual castillo situado en el centro de la ciudad. En particular, Aversa fue la ciudad de residencia favorita para la reina Juana I de Nápoles.
Precisamente durante el reinado de Juana de Nápoles se produjo en la ciudad un sonado suceso: algunos nobles napolitanos, capitaneados por Carlos de Durazzo, pretendiente al trono del reino de Nápoles, asesinaron lanzándolo por una ventana a Andrés de Hungría, esposo de la reina Juana, con el asentimiento de la reina. Luis I de Hungría, tío del asesinado, dirigió un ejército hacia el reino de Nápoles, con la intención de castigar a los asesinos, a pesar de lo cual éstos lograron huir.

### Corona de Aragón
Con Alfonso V de Aragón, que entronizó en forma definitiva el dominio de la Corona de Aragón en el reino de Nápoles, Aversa siguió manteniendo los privilegios de que había gozado, aunque muy pronto las epidemias de peste y las subdivisiones del territorio hicieron que quedase relegada a un centro urbano periférico de Nápoles.

### SigloXV
En los siglos XIV o XV, el condado de Aversa pasó a manos de una familia de origen valenciano, los Pròixida. De hecho, el palacio del conde de Almenara en Almenara (Castellón) es también conocido como el palacio del conde de Aversa.

### SigloXVI
En 1536, el emperador Carlos I de España dictó algunas ordenanzas con el objeto de hacer recuperar la población de Aversa.
La ciudad de Aversa aparece citada en el testamento del militar español Juan de Urbieta (quien capturó a Francisco I de Francia en la batalla de Pavía), otorgado en Hernani (Guipúzcoa) el 22 de agosto de 1553, en la relación de sus bienes, según la cual disponía de una renta de 20 ducados sobre la ciudad:

Item digo que durante mi vida yo he ganado y adquerido ... sobre la valia de la ciudad de Aversa veinte ducados, como parece por los privilegios que cerca de ello tengo de Su Majestad.

### Siglo XVII

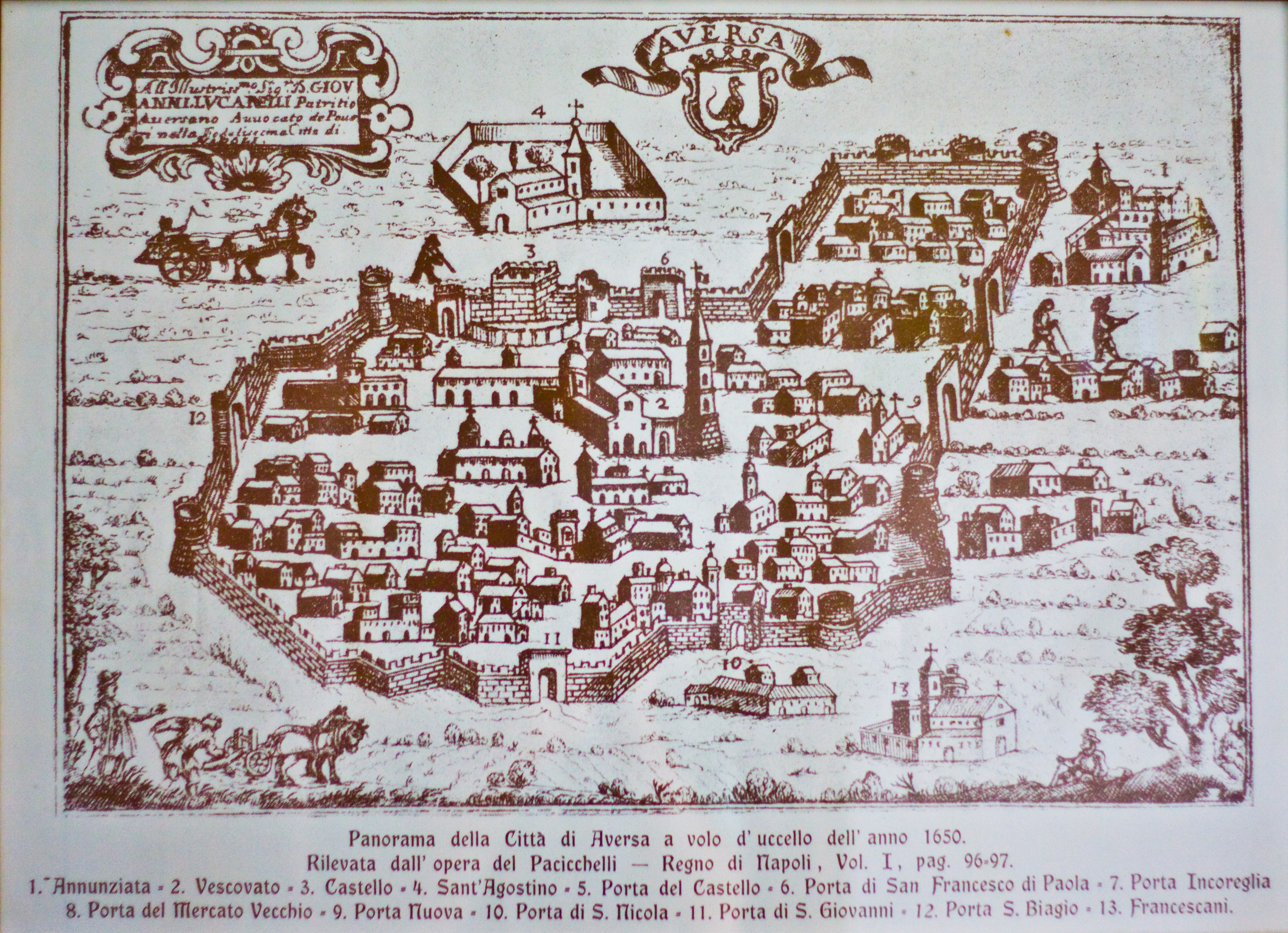
Aversa en 1650.

La decadencia de la ciudad se vio acentuada por una nueva epidemia de peste en 1656 y por los disturbios producidos con la revuelta de Masaniello y la proclamación de la República Napolitana en 1647. Para hacer frente a la amenaza de las epidemias se construyó un lazareto a las afueras de la ciudad.

### SigloXVIII
En 1700 falleció Carlos II de España, siendo España en esos momentos el país que controlaba el reino de Nápoles, y Aversa con él. En la lucha por su herencia entre Felipe de Borbón y el archiduque Carlos de Austria, la Guerra de Sucesión Española, Aversa se vio sacudida por la guerra: la cárcel de la ciudad fue asaltada, resultó destruido el Archivo municipal y un ejército francés se asentó en la ciudad. Acabada la guerra, según las cláusulas del Tratado de Utrecht, el reino de Nápoles del que Aversa formaba parte pasó a manos del archiduque, ya convertido en Carlos VI del Sacro Imperio Romano Germánico.
La ciudad volvió a manos de los españoles en dos ocasiones, en 1734 y en 1738, durante las operaciones militares con motivo de la Guerra de Sucesión Polaca, cuya consecuencia principal fue, por lo que respecta a Aversa, que el reino de Nápoles pasó a manos de Carlos VII de Nápoles, de los Borbones españoles, quien posteriormente reinaría en España como Carlos III.

### SigloXIX
Durante las Guerras Revolucionarias Francesas, se proclamó el 23 de enero de 1799 la República Partenopea, con capital en Nápoles, de la que formó parte Aversa, posteriormente cedida como reino a José Bonaparte y luego al mariscal de Francia Joaquín Murat, antes de volver en 1815 a manos de los Borbones en la persona de Fernando I de Borbón, como Reino de las Dos Sicilias.
Mientras tanto, la ciudad había quedado seriamente afectada por un terremoto acaecido en 1805. Igualmente, en marzo de 1813 los frailes de la Orden Franciscana abandonaron el convento de la Magdalena que poseían en la ciudad, en el que posteriormente se crearía un Hospital Psiquiátrico.
En el siglo XIX, Aversa fue un activo centro del movimiento liberal de la Carbonería, lo que generó disturbios, que culminaron en 1821 con la muerte del obispo de la diócesis de Aversa, Tommasi.
Todavía apareció nuevamente Aversa en las páginas de la Historia, con motivo de la estancia el 1 de octubre de 1860 en el Palazzo Goria de Giuseppe Garibaldi, durante la batalla del Volturno.

### Segunda Guerra Mundial

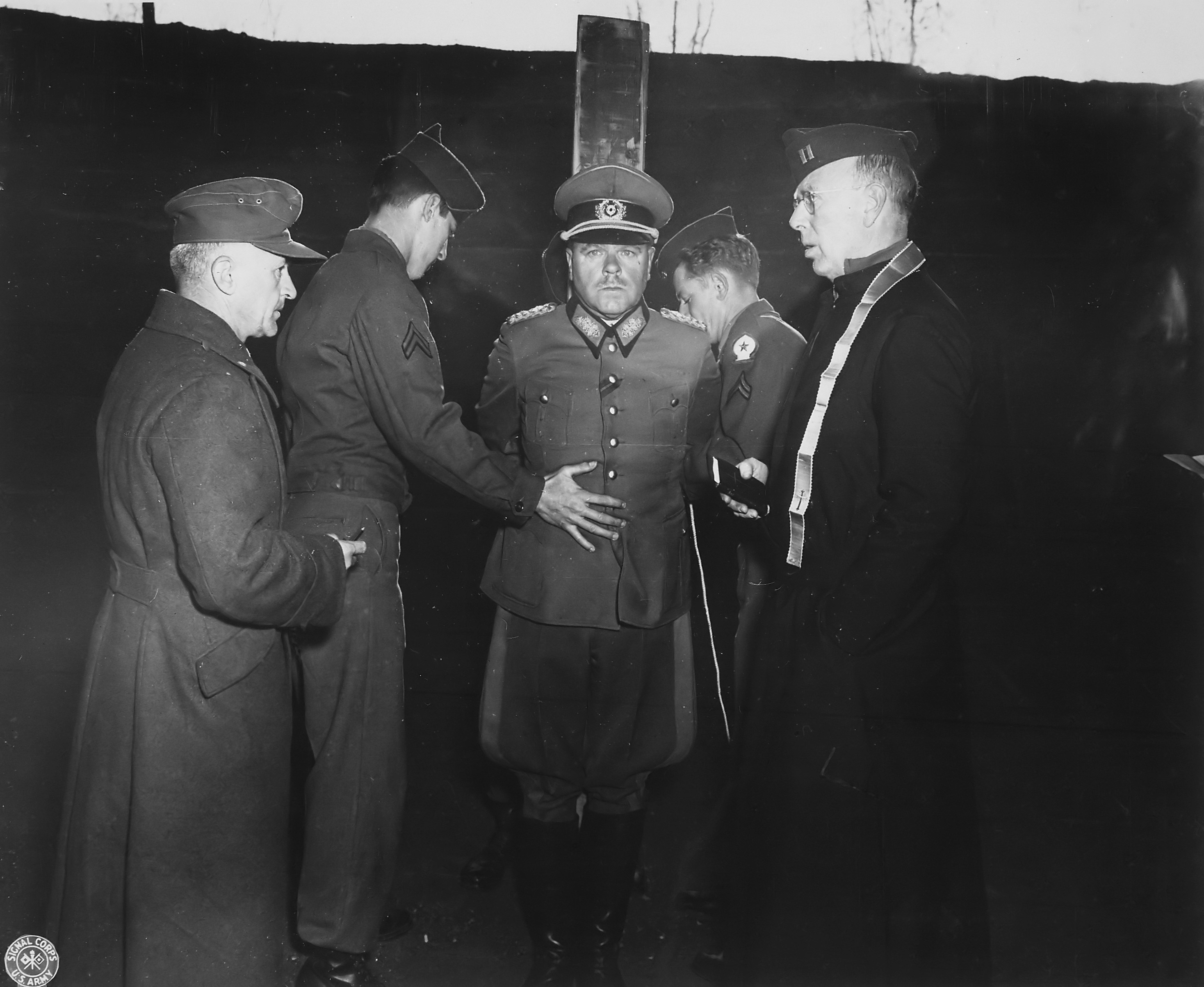
Dostler justo antes de su ejecución en Aversa.

El 1 de diciembre de 1945, acabada la Segunda Guerra Mundial, fue fusilado en Aversa el general de la Wehrmacht Anton Dostler, hallado culpable de crímenes de guerra contra soldados de los Aliados prisioneros de guerra.

### Posguerra
En noviembre de 1980, Aversa sufrió daños con motivo del Terremoto de Irpinia.

## Demografía
Aversa es actualmente la segunda comuna por número de habitantes de la provincia de Caserta.
| Gráfica de evolución demográfica de Aversa entre 1861 y 2021 |
|                                                              |
| Fuente ISTAT - elaboración gráfica de Wikipedia              |

## Patrimonio arquitectónico
Se trata de una localidad con un importante patrimonio arquitectónico, al que cabe añadir la propia estructura urbana de la ciudad, que creció radialmente desde su núcleo central del siglo XIII, estructurado según Fernando Chueca Goitia en torno de la catedral de la ciudad, como núcleo aglutinante de la defensa militar de la misma, debido a su función de referente moral o por la solidez de su obra.

### Castillo de Aversa

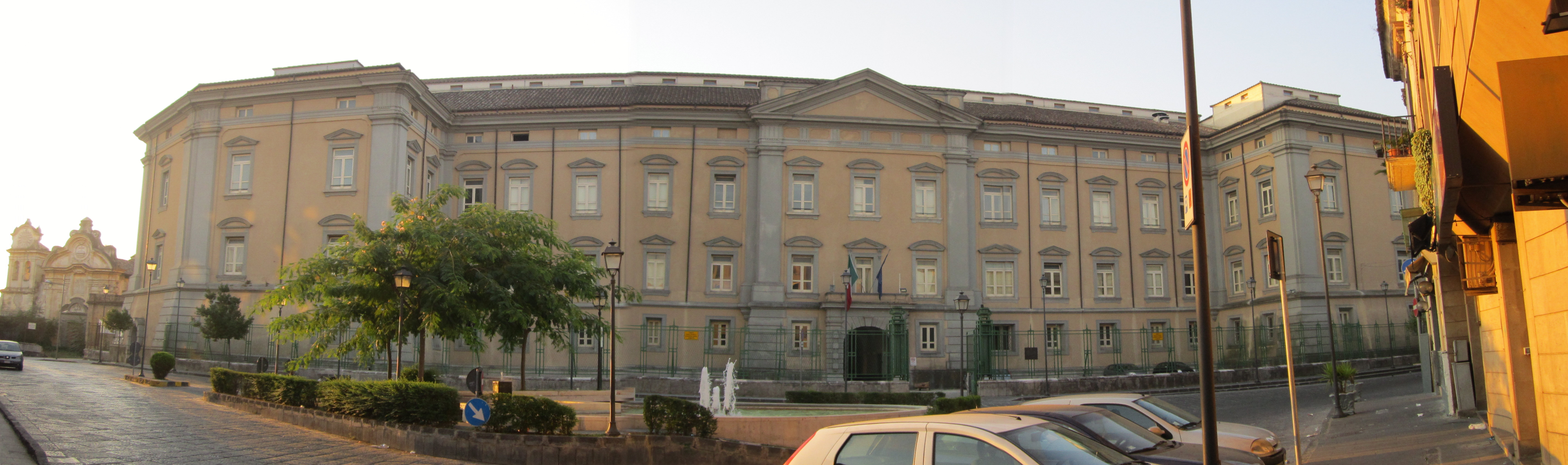
El Castillo de Aversa.

El castillo de Aversa que ha llegado hasta nuestros días es un castillo cuya construcción se inició en tiempos de Rogelio II de Sicilia, en el siglo XII, en estilo normando, siendo objeto de diversas y amplias modificaciones en épocas posteriores. También recibe en ocasiones, en razón del período de dominio del territorio por la Corona de Aragón, el nombre de castillo de los aragoneses. Acoge actualmente, desde el 16 de marzo de 2002, la sede de la Scuola di Formazione e Aggiornamento dell'Amministrazione Penitenziaria.
Se trata de un edificio de planta cuadrada, dotado de recios muros y provisto de cuatro altas torres emplazadas en sus ángulos que enseñorean el territorio circundante, puesto que Aversa se encuentra en una zona llana. Cada uno de sus lados se orienta en dirección de cada uno de los puntos cardinales.
En el castillo de Aversa fue secretamente encerrado, hasta que murió de hambre, Bernat de Rocafort, uno de los principales líderes de los almogávares, que había sido encarcelado en el mismo por orden de Roberto de Nápoles. También falleció allí de inanición otro almogávar, Asbert de Rocafort, hermano de Bernat.

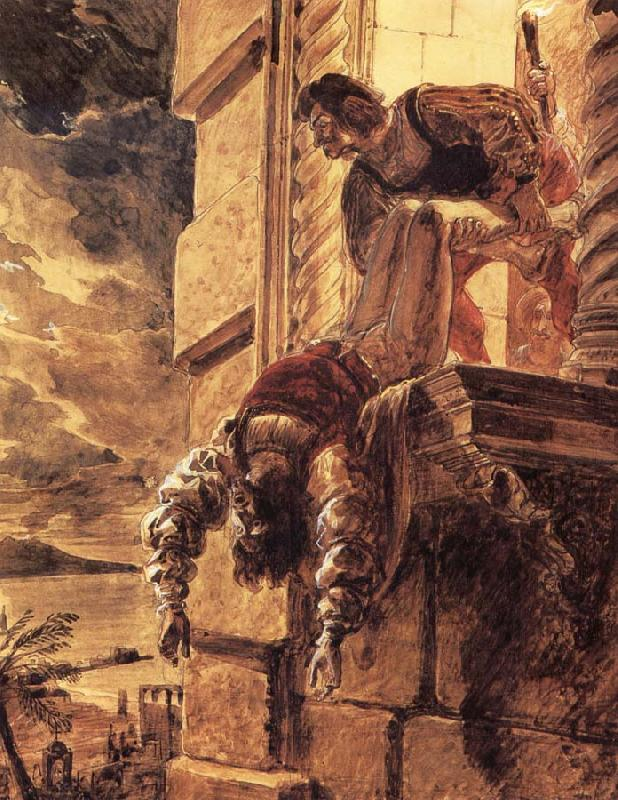
El asesinato de Andrés, Duque de Calabria, obra de Karl Briulov, acuarela (1835).

Aparte del episodio del asesinato de Andrés de Hungría, en el castillo llegó a residir por un tiempo Giacomo Attendolo, un condottiero, más conocido por haber sido padre del mucho más famoso Francisco Sforza, fundador del dominio de los Sforza en el ducado de Milán.
Uno de los castellanos del castillo de Aversa fue en 1528 el español Juan de Urbina (hacia 1486 en Vitoria, Álava - 5 de septiembre de 1529 en Foligno, Italia), un destacado militar en las campañas del Gonzalo Fernández de Córdoba desarrolladas en el reino de Nápoles, a quien se concedió el marquesado de Oira.
En el siglo XVIII, hacia 1750, Carlos VII, rey de Nápoles, encargó la restauración del castillo a su principal arquitecto, Luigi Vanvitelli, con la idea de destinarlo a cuartel de caballería (de hecho todavía hoy esa zona de la ciudad se conoce como Quartiere, cuarteles en italiano). Sin embargo, a finales del siglo XIX el castillo estaba nuevamente en estado de ruina.
A partir de 1931, a iniciativa del frenólogo Filippo Saporito, el castillo fue una vez más restaurado, siendo destinado a sanatorio (parcialmente, a sanatorio penitenciario para enfermos mentales), acabando por convertirse en uno de los más famosos Ospedale Psichiatrico Giudiziario (hospitales psiquiátricos penitenciarios) de Italia. En dicho manicomio fueron encerrados como represalia la madre y los hermanos del anarquista italiano Giovanni Passannante, quien el 17 de noviembre de 1878 agredió con una pequeña navaja al rey de Italia Humberto I, quien se hallaba de visita en Sicilia, causándole ligeros rasguños.

### Iglesias
Aversa, con una existencia de varios siglos, es conocida como la Città dalle cento chiese (la ciudad de las cien iglesias, en italiano). Sin embargo, dos de ellas destacan especialmente: la Catedral de San Paolo y la iglesia de San Francesco delle Monache.
Las diversas iglesias de Aversa poseen una «importante y notable» representación de arte religioso, con obras de los mejores artistas, como prueba su mera enumeración: Giotto y su escuela, Guido da Siena, Angiolillo Arcuccio, Niccolò Antonio Colantonio, Polidoro da Caravaggio, Marco Pino da Siena, Pietro da Cortona, Pietro Negroni, José de Ribera, Cornelius Smeet, Abram Vink, Teodoro d'Errico, Francesco de Mura, Massimo Stanzione, Francesco Solimena o Paolo de Majo, por citar alguno de los más destacados.

#### Catedral de San Paolo

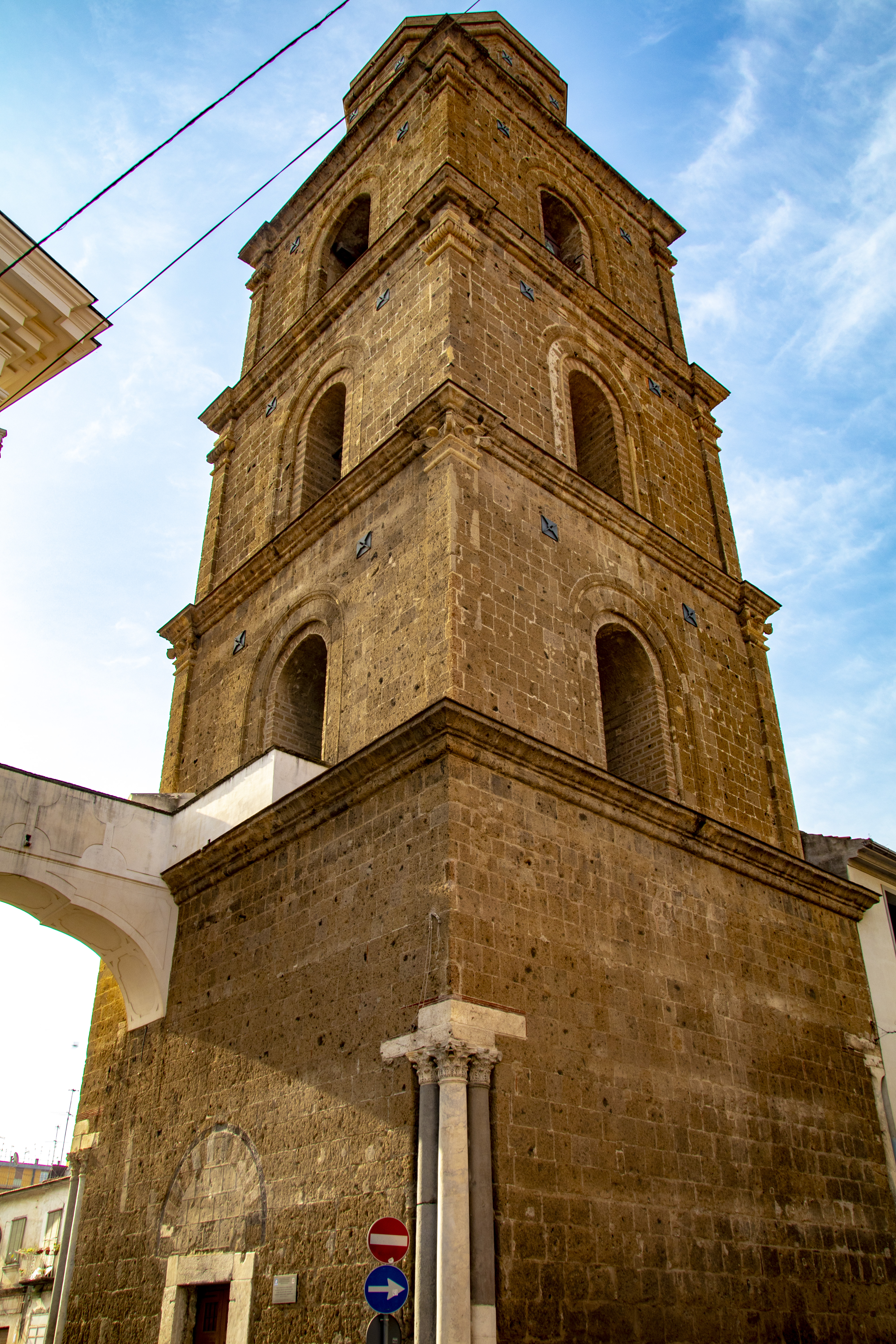
El campanile de la Catedral.

La catedral de San Paolo es una catedral edificada inicialmente, en el siglo XI, en estilo románico, más concretamente en el subestilo normando, como corresponde a las circunstancias históricas de la ciudad. Está dotada de una majestuosa cúpula, de forma octogonal, una de las mayores del mundo con dicha forma. Tanto la cúpula como partes del ábside son restos de la primitiva construcción románica.
La catedral se construyó sobre la antigua capilla de San Pablo, ocupando una de las parcelas de la antigua parcelación procedente de la abandonada ciudad de época romana. Iniciada en 1031-1032, no quedó concluida hasta 1053.
Durante su existencia, la catedral ha sufrido varias remodelaciones, que en ocasiones han alterado sustancialmente su aspecto original, especialmente en los siglos XIII, XV y XVIII.
En la catedral se encuentra por otra parte una escultura de San Jorge y el dragón que constituye una de las escasas muestras del arte prerrománico en la Italia meridional.
Actualmente alberga al Museo Diocesano de Arte Sacro, que conserva una notable colección de arte religioso de los siglos XVII y XVIII, pero también de la segunda mitad del siglo XV. Entre los autores destacan Francesco Solimena, o Angiolillo Arcuccio, con un «grandioso» Martirio de San Sebastián, obra de Paolo de Majo.

#### Iglesia de San Francesco delle Monache
La iglesia de San Francesco delle Monache es una iglesia construida en estilo barroco, adyacente al monasterio románico de San Francisco, fundado en 1235 extramuros de la ciudad por dos mujeres de la nobleza aversitana, del que se conservan escasos restos.
Se ha conservado un ala de un claustro románico, a pesar de la reconstrucción total efectuada en 1645, ya en estilo barroco, que la dotó de elementos decorativos policromados, restaurados a su vez en 1753. Igualmente se conservan algunas pinturas de pintores italianos del Settecento.

## Climatología
| Parámetros climáticos promedio de Aversa | Parámetros climáticos promedio de Aversa | Parámetros climáticos promedio de Aversa | Parámetros climáticos promedio de Aversa | Parámetros climáticos promedio de Aversa | Parámetros climáticos promedio de Aversa | Parámetros climáticos promedio de Aversa | Parámetros climáticos promedio de Aversa | Parámetros climáticos promedio de Aversa | Parámetros climáticos promedio de Aversa | Parámetros climáticos promedio de Aversa | Parámetros climáticos promedio de Aversa | Parámetros climáticos promedio de Aversa | Parámetros climáticos promedio de Aversa |
| Mes                                      | Ene.                                     | Feb.                                     | Mar.                                     | Abr.                                     | May.                                     | Jun.                                     | Jul.                                     | Ago.                                     | Sep.                                     | Oct.                                     | Nov.                                     | Dic.                                     | Anual                                    |
| ---------------------------------------- | ---------------------------------------- | ---------------------------------------- | ---------------------------------------- | ---------------------------------------- | ---------------------------------------- | ---------------------------------------- | ---------------------------------------- | ---------------------------------------- | ---------------------------------------- | ---------------------------------------- | ---------------------------------------- | ---------------------------------------- | ---------------------------------------- |
| Temp. máx. media (°C)                    | 12                                       | 13                                       | 15                                       | 18                                       | 22                                       | 26                                       | 29                                       | 29                                       | 26                                       | 22                                       | 17                                       | 13                                       | 20.2                                     |
| Temp. mín. media (°C)                    | 3                                        | 4                                        | 6                                        | 8                                        | 12                                       | 16                                       | 18                                       | 18                                       | 15                                       | 11                                       | 7                                        | 5                                        | 10.3                                     |
| Precipitación total (mm)                 | 104                                      | 99                                       | 86                                       | 76                                       | 51                                       | 33                                       | 25                                       | 41                                       | 81                                       | 130                                      | 163                                      | 122                                      | 1011                                     |
| [cita requerida]                         |                                          |                                          |                                          |                                          |                                          |                                          |                                          |                                          |                                          |                                          |                                          |                                          |                                          |

## Transportes

### Ferrocarril

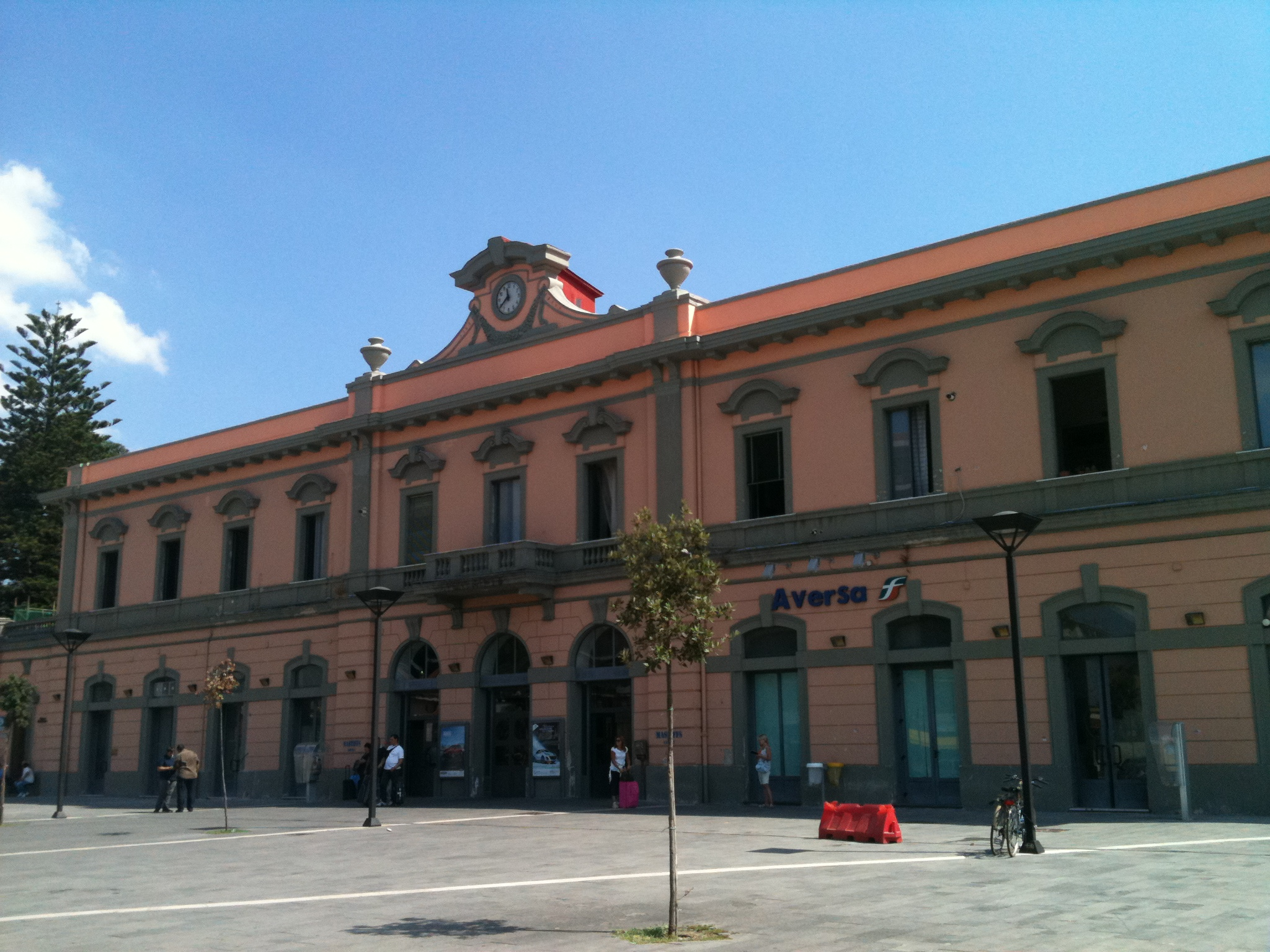
La estación de ferrocarril de Aversa.

La ciudad de Aversa se encuentra emplazada en la histórica línea de ferrocarril que discurre de Roma a Nápoles pasando por Formia, línea inaugurada en julio de 1922, modernizando el trazado de la línea Sparanise-Formia-Gaeta, que había sido construida en 1892. La estación de la ciudad se encuentra en la plaza de Giuseppe Mazzini, siendo una de las mayores de la Campania.
La mayor parte del tráfico ferroviario es gestionado por la compañía Trenitalia, asumiendo otra parte del mismo la compañía Ferrovia Alifana, que desde marzo de 2005 cambió su nombre por el de MetroCampania NordEst.
Por la ciudad pasan líneas regionales, así como expresos e intercitys.

### Otros medios de transporte
El Aeropuerto internacional de Nápoles se encuentra a sólo 15 km de Aversa. Por otra parte, la ciudad está conectada con la Autostrada A1, la más larga de Italia.

## Deportes

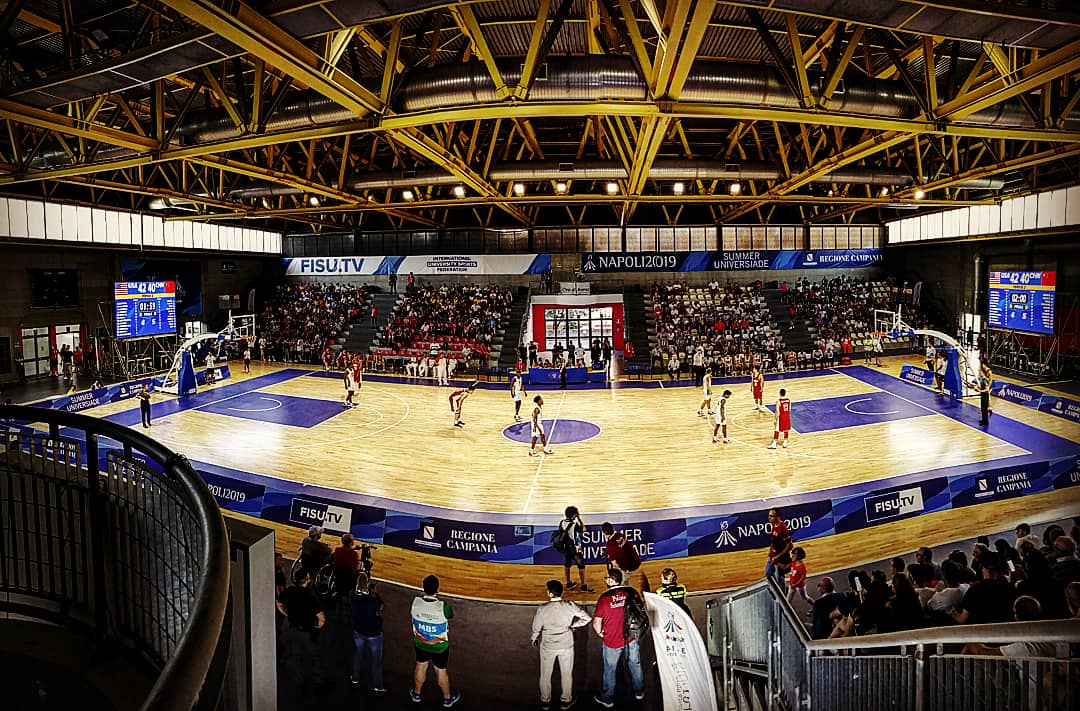
El PalaJacazzi.

El principal club de fútbol es el Real Agro Aversa, que actualmente compite en la Serie D. Juega de local en el Estadio Augusto Bisceglia, inaugurado en 1960.
Las localidades de Aversa y Caserta fueron designadas como sedes conjuntas para la organización de la Eurocopa de fútbol sala de 2003, en una edición que fue la primera victoria de la selección de fútbol sala de Italia.
El pabellón cubierto PalaJacazzi albergó también algunos partidos de baloncesto de la Universiada de Nápoles 2019.

## Administración
El alcalde de la comuna de Aversa es Alfonso Golia, del Partido Democrático.

## Personalidades
- Niccolo Jommelli, compositor barroco (1714-1774)
- Domenico Cimarosa, compositor barroco (1749-1801).[32]
- Gaetano Andreozzi, compositor de Ópera (1755-1826)
- Guglielmo Sanfelice d'Acquavella (1834-1897) arzobispo de Nápoles y cardenal.